# Facettás kereszt
Névváltozatok: élére csiszolt kereszt (Bárczay 118.), prizmás kereszt
de: facettiertes Kreuz, Geschliffenes Kreuz, en: cross facetted, nl: facettenkruis, verheven kruis 

Rövidítések:
A facettás kereszt egyszerű vonalakból álló és árnyékolással ellátott kereszt, mely ennél fogva térben ábrázoltnak tűnik. Többféle változata lehetséges. A leggyakoribb az, amikor a facettázás a háztetőhöz hasonló és a kereszt közepén húzódik. A facettázással keletkező mezőket néha eltérő színnel vagy ugyanazon szín árnyalataival is kiemelik (bár ez utóbbi módszer nem heraldikus).  
Facettás nemcsak a kereszt lehet, hanem más mesteralak vagy címerkép is, pl. a csillag. Facettás a NATO-csillag is.    

A facettás kereszt egyik változata
Árnyékolt facettás kettős kereszt
Facettás csillag

## Kapcsolódó szócikk
- Kereszt (címertan)